# Asbestopluma quadriserialis
Asbestopluma quadriserialis är en svampdjursart som beskrevs av Tendal 1973. Asbestopluma quadriserialis ingår i släktet Asbestopluma och familjen Cladorhizidae. Inga underarter finns listade i Catalogue of Life.